# Велика Паладь
Вели́ка Паладь (угор. Nagypalád) — село в Пийтерфолвівській сільській громаді Берегівського району Закарпатської області України.

## Історія
Колишня назва — Надь Паладь. Єдиний населений пункт в Закарпатській області який входив раніше в склад комітату Сатмар.
Назва походить від особистого угорського імені Павла — Пал.
Про походження назви села є ще декілька версій. За однією з них кордони села омивала річка Тур. Найближча до села лежала ділянка її колишнього русла Полад. Звідси і пішла назва населеного пункту.
За другою версію назва місцевості Полад пішла від угорського імені Поло, Пал з додаванням суфікса «Д». Непереконливе припущення, що Нодь Полад утворилося від назви низинної болотистої місцевості.
На південний захід від Великої Паладі, в урочищі Гомок Баня — поселення культури алфельдської мальованої кераміки. Досліджувалося В. С. Тітовим в 1970 році. В урочищі Чіпкеш — аналогічне поселення. В урочищі Гомок Баня засвідчено культурні шари доби бронзи, латенського та давньослов'янського часів. В 1956 році в урочищі Реметеш знайдено великий бронзовий скарб — понад 100 предметів. Збереглося 22 речі, які датуються епохою пізньої бронзи.
Вперше згадується в 1332 році як Palad. Але є відомості, що у писемних джерелах село згадується раніше — 1279 року
Велика Паладь була власністю з 18-го століття, сім'ей Kereskényi, Szakadáthy і Kölcsey.
8 квітня 2025 року офіційно відкрили пропускний пункт «Велика Паладь – Нодьгодош» на кордоні з Угорщиною. Перетин кордону цим пунктом дозволено легковим автомобілям і пішоходам.

## Храми
З великою радістю зустріло населення району революцію в Угорщині 1848—1849 рр. під проводом Лайоша Кошута  і Шандора Петефі . Про неї нагадують пам'ятник Лайошу Кошуту  в селі Велика Паладь.
В середні віки згадується готична церква, яку реконструювали у ХУІІІ ст. Є достовірні відомості, що жителі села прийняли реформатську віру в 1590-х роках.
Згідно з літописом 1808 року, «У центрі села знаходиться кам'яний храм. Хто його побудував, не знає про це ніхто». Готичний храм середньовічної архітектури відноситься до XVI—XVII століть. Він був повністю відремонтований у 19 столітті.
Поточна церква на 700 місць була побудована в 1913 році в стилі нео-готики. Кути церковної вежі, і стовпи виконані з клінкерної цегли. Церква була повністю відремонтована в 1958 році, а в 1983 році зовнішність була покращена пожертвами віруючих. У 1997 році було завершено реставрацію вежі, в 2000 році відбулося часткове відновлення інтер'єру храму.
У 1915 році дзвін з дореформаційної ери був перелитий на гармати. Після цього, в 1926 році, парафія купила дзвін вагою 643 кг, зроблений дзвонарем Ференцем Егрі  з Малих Геївців. Інший бронзовий дзвін був відлитий в 1882 році в Сату-Маре.
У 2005 році в широкому дворі парафії був побудований сучасний церковний будинок. У 2013 році церква була відремонтована.

## Присілки
Тоня
Тоня - колишнє село в Україні, в Закарпатській області.
Об'єднане з селом Велика Паладь рішенням облвиконкому Закарпатської області №431 від 30.07.1962
Згадка у ХІХ ст.

## Населення
Згідно з переписом УРСР 1989 року чисельність наявного населення села становила 1785 осіб, з яких 867 чоловіків та 918 жінок.
За переписом населення України 2001 року в селі мешкали 1823 особи.

## Туристичні місця
- в урочищі Гомок Баня — поселення культури алфельдської мальованої кераміки
- в урочищі Реметеш знайдено великий бронзовий скарб — понад 100 предметів. Збереглися 22 речі, які датуються епохою пізньої бронзи.
- готична церква, яку реконструювали у ХУІІІ ст.  

### Мова
Розподіл населення за рідною мовою за даними перепису 2001 року:
| Мова       | Відсоток |
| ---------- | -------- |
| угорська   | 97,26 %  |
| українська | 2,58 %   |
| молдовська | 0,05 %   |
| російська  | 0,05 %   |